# Atlantolacerta andreanskyi
Genre
Espèce
Synonymes
- Lacerta andreanskyi Werner, 1929

Statut de conservation UICN

 NT  : Quasi menacé
Atlantolacerta andreanskyi, unique représentant du genre Atlantolacerta, est une espèce de sauriens de la famille des Lacertidae.

## Répartition
Cette espèce est endémique du Maroc. On peut l'observer dans les parties centrales et ouest du Haut Atlas, jusqu'à 2 800 m d'altitude.

## Étymologie
Cette espèce est nommée en l'honneur de Gábor Andreánszky (1895–1967).

## Publications originales
- Arnold, Arribas & Carranza, 2007 : Systematics of the Palaearctic and Oriental lizard tribe Lacertini (Squamata: Lacertidae: Lacertinae), with descriptions of eight new genera. Zootaxa, n. 1430, p. 1-86.
- Werner, 1929 : Wissenschaftliche Ergebnisse einer zoologischen Forschungsreise nach Westalgerien und Marokko. Sitzungsberichte der Kaiserliche Akademie der Wissenschaften in Wien, vol. 138, p. 1-34.